# エゼキエルの幻視
『エゼキエルの幻視』（エゼキエルのげんし、伊: Visione di Ezechiele, 英: Ezekiel's Vision）は、盛期ルネサンスのイタリアの巨匠ラファエロ・サンツィオが1510年ごろに制作した絵画である。油彩。主題は『旧約聖書』「エゼキエル書」1章で語られている預言者エゼキエルのメルカバの幻視から取られている。ジョルジョ・ヴァザーリによってボローニャの貴族エルコラーニ家のコレクションに由来することが知られている。後にメディチ家のコレクションに加わり、ウフツィ宮殿のトリブーナで展示された。現在はフィレンツェのパラティーナ美術館に所蔵されている。

## 主題

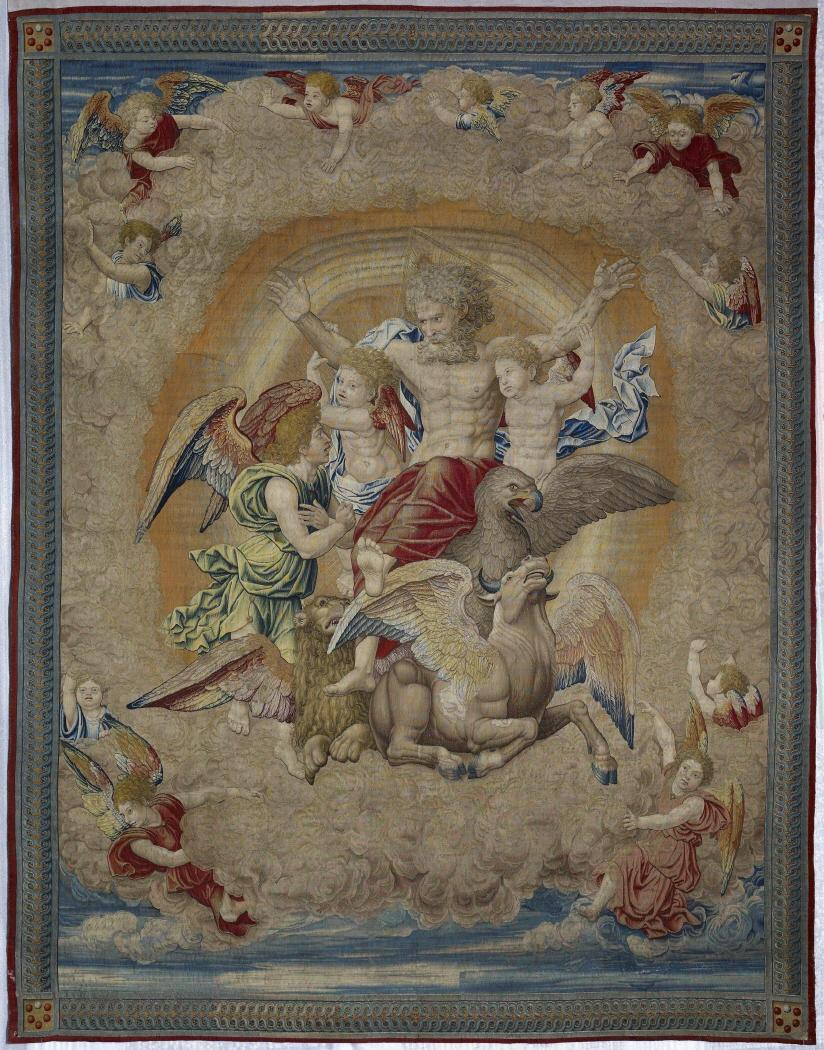
本作品の図像をもとにしたピーテル・ファン・アールストのタペストリー。国立装飾美術館所蔵。

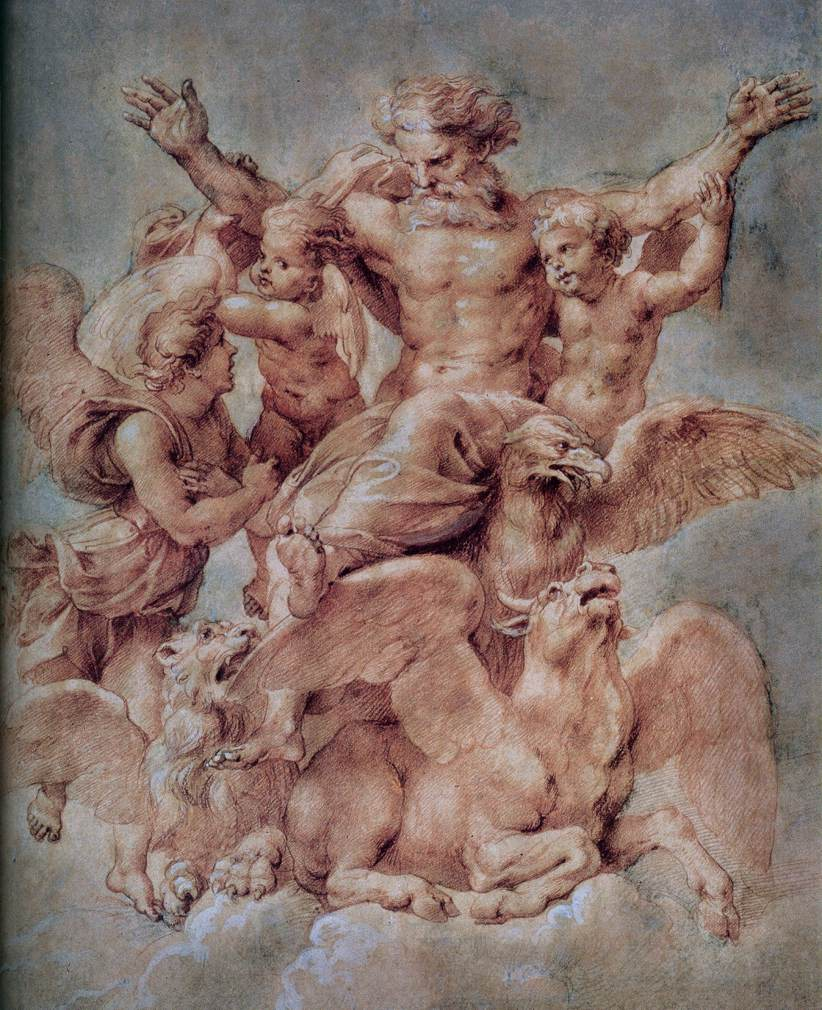
ピーテル・パウル・ルーベンスの模写。ホーン美術館所蔵。

預言者エゼキエルが捕囚の人々の中にいたとき、北から激しい風とともに雲がやって来て、その中から4つの生き物が現れた。彼らはみな人の姿で4つの顔と4枚の翼があり、前方に人、右にライオン、左に牛、また後ろに鷲の顔があり、稲妻のように速く行き来した。また彼らのかたわらに4つの輪があった。そして彼らの頭上に火のような輝く青銅色のものに囲まれた神の姿があった。その様子は雨の日に雲に起る虹のようであり、栄光に満ちた神を見たエゼキエルが顔を伏せたとき、神は「人の子よ、立ち上がれ、わたしはあなたに語ろう」と言われた。

## 作品
ラファエロはエゼキエルが見た幻想的な光景を描いている。画面全体に広がる雲の上に翼を持つ4つの神的存在、天使として描かれた人、ライオン、牛、鷲と、聖なる父が現れている。背後の雲は大きく割れて神々しい光が満ちあふれ、光の中に多くのケルビムが見える。4つの神的存在はいずれも暗い色の翼を持ち、そのうちライオンと牛、鷲は神を下から支え、残る天使は淡い青紫のクラミュスをまとった姿で神を礼拝している。人、ライオン、牛、鷲はそれぞれ福音書記者である聖マルコ、聖ルカ、聖ヨハネ、聖マタイの象徴とされる。聖なる神は祝福の中で両脇の2人の天使とともに両腕を上げている。雲の帯の下には遠くに海と陸の風景が広がっている。画面左下では一筋の光が地上の2つの人物に降り注いでおり、そのうちの1つはエゼキエルと考えられている。
制作年代については一般的には1517年から1518年ごろとされている。『エゼキエルの幻視』は同じくボローニャのために制作された1514年ごろの『聖セシリアの法悦』（Estasi di santa Cecilia）と様式的に近く、ヴァザーリは『聖セシリアの法悦』の後に制作されたと言及している。
また研究者は本作品がヴァザーリやボローニャの資料に現れる絵画と同一であるかについて、あるいはラファエロの真筆性についてしばしば疑念を抱いてきた。制作年代がラファエロの最も多忙な時期と考えられること、またラファエロの工房に優れた助手が何人もいたことは、ジュリオ・ロマーノやジャンフランチェスコ・ペンニに帰属させる要因となった。たとえばマドリードとパリで催された後期のラファエロ作品の展覧会ではジュリオ・ロマーノに帰属されている。しかしながら、本作品の柔らかく繊細な色彩の変化と、ヴァザーリによってユピテルにもたとえられる人物像および構想の記念碑的性質、加えてスケールが大きな構図を小さなフォーマットに巧みに縮小して描いているなどの点は絵画の高い質を示しており、ラファエロの作品であることに疑問を挟む余地はない。

## 来歴
本作品に関する最古の記録は1550年のヴァザーリの『画家・彫刻家・建築家列伝』であり、ボローニャのヴィンチェンツォ・エルコラーノの館で見たと述べている。1560年の時点で絵画はまだボローニャにあったが、エルコラーニ家は1580年代に絵画を手放すことになる。おそらくヴィンチェンツォの弟アゴスティーノ・エルコラーニがメディチ家の大使だった1574年から1579年に、小品を特に好んだ大公フェルディナンド1世・デ・メディチの要請でメディチ家のコレクションに加わったと考えられている。絵画はフェルディナンド1世の時代の1589年にウフツィ宮殿のトリブーナで展示されたことが目録から知られ、1665年ごろまでそこにあったが、1697年に大公子フェルディナンド・デ・メディチによってピッティ宮殿に移された。その後ピエトロ・ダ・コルトーナの区画に移されたが、1799年にフランス軍に略奪され、ナポレオン失脚後の1816年に返還された。返還された絵画は同じ場所に戻され、現在も美術館の他のラファエロ作品とともに展示されている。

## 影響
本作品は1520年ごろに金糸と銀糸を使用した豪華なタペストリーの図案となっている。タペストリーは公式な式典の前にローブを着る祭服のベッド（Letto dei Paramenti）という四柱式ベッドの天蓋（sopracielo）として、教皇レオ10世のためにフランドルのピーテル・ファン・アールスト（Pieter van Aelst）の工房でトマソ・ヴィンシドールの下絵をもとに制作された。ヴィンシドールはラファエロの工房出身で後にフランドルで働いた人物である。またバロック期のフランドルの巨匠ピーテル・パウル・ルーベンスはイタリア時代の1605年と1608年の間に本作品を模写している。